# Ranieri
Ranieri ist ein männlicher Vorname und ein Familienname. Er ist die italienische Variante von Rainer.

## Namensträger

### Vorname
- Ranieri Scacceri († 1161), Eremit, Heiliger, Schutzpatron von Pisa, siehe Rainer von Pisa
- Ranieri Bottacci († 1170), Konsul von Pisa
- Ranieri Dandolo († 1209), Vizedoge von Venedig
- Ranieri de’ Calzabigi (1714–1795), italienischer Librettist und Schriftsteller
- Ranieri Randaccio (* 1952), italienischer Automobilrennfahrer

### Familienname
- Antonio Ranieri (1806–1888), italienischer Autor und Politiker
- Antonio Ranieri (Regisseur), italienischer Filmregisseur
- Claudio Ranieri (* 1951), italienischer Fußballspieler und -trainer
- Filippo Ranieri (1944–2020), deutscher Jurist
- Francesco Ranieri Martinotti (* 1959), italienischer Regisseur und Drehbuchautor
- Lewis Ranieri (* 1947), US-amerikanischer Anleihenhändler
- Lino Ranieri, italienischer Schauspieler und Regisseur
- Luca Ranieri (* 1999), italienischer Fußballspieler
- Luisa Ranieri (* 1973), italienische Schauspielerin
- Marco Ranieri (* 1959), italienischer Anästhesist und Hochschullehrer
- Mario Ranieri (* 1980), österreichischer DJ und Produzent
- Massimo Ranieri (* 1951), italienischer Sänger und Schauspieler
- Miranda Ranieri (* 1986), kanadische Squashspielerin
- Pascoal Ranieri Mazzilli (1910–1975), brasilianischer Staatspräsident
- Teoderico Ranieri († 1306), Kardinal der katholischen Kirche und Bischof von Palestrina
- Teresa Ranieri (* 1966), italienische Choreografin